# Бистра (притока Полгоранки)
Бистра (словац. Bystrá) — річка в Словаччині, ліва притока Полгоранки, протікає в окрузі Наместово.
Довжина приблизно 13.0-13.5 км. Витік знаходиться в масиві Оравські Бескиди (геоморфологічна підодиниця Баб'я Гора; схил гори Мала Баб'я гора) — на висоті близько 1330 метрів. Протікає територією села Рабча.
Впадає в Полгоранку на висоті приблизно 700 метрів.